# دكتوراه فخرية

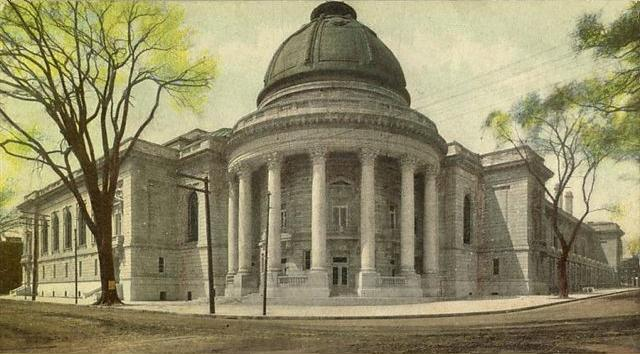
جامعة ييل أول جامعة تمنح الدكتوراة في الولايات المتحدة الأمريكية في 1861

الدكتوراه الفخرية هي شهادة بدون رسالة "أطروحة" أو مناقشة وتعطى للشخص تقديرا لجهوده في مجالات معينة.

## استحقاقها
يمكن منح درجة دكتوراه «شرفيّة» لشخصيات معينة كتعبير عن الشكر أو العرفان بالجميل أو الإنجازات العلمية أو الاجتماعية، وذلك حتى لو لم يكن الحائز عليها ذا تكوين أكاديمي. في ألمانيا مثلاً مُنح هذا اللقب لفرديناند بورشه، وفي مصر منح لسوزان مبارك، وحتى يميز عن الدكتوراه العادية يضاف اليه الحرفان h.c. أي honoris causa. و يمكن للشخص أن يحصل على أكثر من درجة دكتوراه واحدة.
أمّا كلمة « دكتوراه » فهي مشتقة من الكلمة اللاتينية (docere) والتي تعني «درّس، علّم». وجدير بالذكر أن إطلاق لقب «دكتور» على الطبيب لم يكن سوى مجاز لغويّ حوّله الزمن إلى رديف للشخص المتعلم والدارس.
يعتبر منح شهادة "الدكتوراه الفخرية" لشخصية ما تكريماً مميزاً للشخص وللمؤسسة التعليمية المانحة على حد سواء. ومن الطبيعي أن يكون هذا الامتياز محصوراً بالمؤسسات التربوية العريقة في أي بلد، علماً انه يفترض بالجامعة التي تمنح الدكتوراه الفخرية ان تكون قد حصلت على ترخيص بمنح درجة الدكتوراه العلمية، وبعد سنوات من منحها هذا النوع من الشهادات العلمية التخصصية يحق لها ان تمنح الدكتوراه الفخرية.

### شروط ومعايير منحها
الدكتوراه الفخرية لقب أكاديمي تكريمي، وليست مرتبة علمية،
ومنحها مرتبط بالشروط والمعايير الآتية:
1. أن ينص قانون إنشاء الجامعة الرسمية، أو أنظمة إنشاء الجامعات الخاصة، على صلاحية منح شهادة الدكتوراه الأكاديمية، وأن يجاز لها منح شهادة الدكتوراه الفخرية في حدود اختصاصية محددة، تتوافق مع الكليات العاملة في الجامعة.
2. أن يتمتع الشخص المرشح للدكتوراه الفخرية بخصوصيات استثنائية في مجالات العطاءات العلمية أو الإنسانية أو الوطنية.
3. أن يكون شخصية معروفة ومشهوداً لها، وأن تكون عطاءاته نوعية، وإنجازاته رفيعة، وذات طابع عام وشامل، أو نضالي ورسولي.
4. أن تكون المؤسسة التعليمية المانحة جامعة عريقة وذات تراث علمي وفكري، ولها صدقية أكاديمية.
5. وحيث أنه يفترض ان قيمة الدكتوراه الفخرية هي بقيمة المانح (الجهة العلمية) وقيمة الممنوح (الشخص الذي أعطيت له)، لها قيمة معنوية فقط، يجب أن يراعى في اعطائها دور الشخص في العلوم والابداع والاختراعات والتضحية في سبيل الخير، الجهود الميدانية والنتاجات الفكرية، الدور السياسي الكبير، للبلد الذي يمثله الشخص الممنوح هذه الشهادة (الملوك، رؤساء الجمهورية، رؤساء المنظمات الدولية).
6. يعود تاريخ منح الدكتوراه الفخرية إلى العصور الوسطى، والشخص الأول الذي نالها هو أسقف سالزبوري. وهناك نموذجان للدكتوراه الفخرية: الأول، النموذج الأوروبي:- ويمنح عدداً محدداً سنوياً بتقاليد جامعية، الدكتوراه لشخصيات قد تكون حاملة دكتوراه علمية أو أخرى متميزة علمياً أو ثقافياً أو فنياً على أي صعيد من الصعد. وفي نظام كهذا لا يستحسن عادة اعطاء الدكتوراه الفخرية لشخصيات تلعب دوراً سياسياً أو قيادياً ما زالت على رأس السلطة. ووفقاً لهذا المفهوم عندما تعطى الدكتوراه لشخصية متميزة، فإنها تكون تكريماً لهذه الشخصية بمنحه لقب دكتور يستطيع أن يمارس التدريس فيها، كما تمنح الدكتوراه التكريم للمؤسسة بانضمام شخصية كهذه إليها كعضو فيها، وهكذا يكون التكريم متبادلا. الثاني هو النظام الأميركي، الذي يمنح درجة الدكتوراه الفخرية في أغلبية جامعات الولايات المتحدة الأميركية وأرقاها وأكثرها أهمية في العالم لشخصيات تساهم في دعم الجامعة مالياً، أحياناً بتسميتها في مجلس الامناء، وأحياناً أخرى في منحها لقب الدكتوراه الفخرية.
7. الفارق ما بين حائز الدكتوراه الفخرية وآخر حائز الدكتوراه الأكاديمية؟ تمنح الدكتوراه الفخرية للشخصيات التي لم تتمكن من متابعة تحصيلها الاكاديمي الكلاسيكي، وتركت اثراً ونتاجاً أهم بكثير من عدد من الأطروحات بإعطائها هذه القيمة التي تستحق علمياً، إذ ان قيمة الإنسان العلمية ليست بلقب الدكتوراه الاكاديمي الذي يحصل عليه بل بنتاجه المعرفي والثقافي والسياسي والاقتصادي وبدوره في الحياة. لذا هي عملية تكريم للشخص والمؤسسة التربوية المانحة، معنوياً، والدكتوراه الفخرية هي مسألة تقدير واعتراف بالجهود والأعمال التي قدمها المكرّم أو سيقدمها للمجتمع أو لمؤسسات في المجتمع، منها المؤسسات التعليمية. اما الفارق فهو كبير ما بين الشهادتين، إذ ان المكرّم لن يتقدم إلى وظيفة وفقاً لدرجة الدكتوراه الفخرية التي يحملها. لكن في المجتمع يستطيع حامل الدكتوراه الفخرية القول كرّمتني الجامعة الفلانية اعترافاً بالخدمات التي قدّمتها في أي حقل من الحقول. وعليه فان الدكتوراة الفخرية هي درجة تكريمية وليست اكاديمية وبالتالي فان كتابة ( د.) للشخصية الممنوحة الدكتوراة الفخرية، كما جرت العادة عند البعض وكذلك في الصحف هو غير صحيح البتة !
8. سحب الدكتوراة الفخرية، يحق لمن منح الدكتوراه الفخرية من الجامعات والمؤسسات العلمية العريقة سحبها ممن كرمتهم بمنحتهم إياها، وبالتالي فأن للجامعات حق نزع الدرجة من المكرم ( كما فعلت جامعة الخرطوم مع العقيد معمر القذافي الذي كان قد منح الدرجة نتيجة لمساهمته في بناء قاعة محاضرات موجودة إلى الآن في الجامعة ) وكما عملت الجامعات المصرية بسحب الدكتوراة من السيدة سوزان مبارك مما يؤكد انها ليست درجة مرجعية.

## نماذج لشخصيات
- الدكتور أحمد زويل الحائز على جائزة نوبل في الكيمياء منحته عدة جامعات الدكتوراه الفخرية منها جامعة أكسفورد والجامعة الأمريكية وجامعة سيمون فريزار الكندية سنة 2014.[2]
- رجل الأعمال إيلون ماسك الحائز على: دكتوراه فخرية في التصميم من مركز الفنون في كلية التصميم.[3] ودكتوراه فخرية في هندسة الطيران والفضاء الجوي من جامعة سري.[4] ودكتوراه فخرية في الهندسة والتكنولوجيا من جامعة ييل.[5] ودكتوراه فخرية من جامعة كراكوف.
- الرئيس التركي رجب طيب أردوغان الحائز على شهادة الدكتوراه الفخرية من جامعة ماناس التركية القرغيزية، تقديرا لجهوده في دعم المسيرة العلمية والأكاديمية للجامعة.[6]
- الرئيس الجنوب أفريقي نيلسون مانديلا قدر إسماعيل أيوب المستشار القانوني لمانديلا أن هناك «أكثر من 150» شهادة دكتوراه فخرية باسم مانديلا، الأمر الذي يجعله بالتأكيد أكثر شخص في العالم حصل على ألقاب، وبعضها كان لا يعلم عنها، وفي يوليو 1996 قامت ثماني جامعات بريطانية رائدة، ومن بينها جامعة أكسفورد وجامعة كامبريدج، بإقامة مراسم مشتركة لمنحه الدكتوراه الفخرية بقصر بكنغهام، وقد حصل أيضًا على دكتوراه فخرية من جامعة ميشيغان وجامعة القاهرة.[7]
- الزعيم الشيعي والسياسي العراقي مقتدى الصدر الحائز على شهادة دكتوراه فخرية من جامعة الحضارة الإسلامية المفتوحة قسم الأديان والمذاهب في لبنان عام 2013.[8]